# Ila-kabkabū
Ila-kabkabū (auch Ila-kabkabi oder Ilu-kabkabi) war ein amoritischer Stammesfürst mit Machtzentrum im Umland von Terqa oder Ekallatum und nach Überlieferung der Assyrischen Königsliste war er Vater des assyrischen Königs Šamši-Adad I.
Laut der Eponymenliste von Mari unternahm Ila-kabkabū Feldzüge in die Region um Mari und konnte dabei auch die Stadt Suprum erobern. In Mari gefundene Korrespondenz belegt, dass er mit Jaggid-Lim, dem König von Mari, zunächst verbündet war. Später führte er jedoch Krieg sowohl gegen ihn als auch gegen seinen Sohn Jaḫdun-Lim. Dieser nötigte Šamši-Adad I. möglicherweise zur Flucht nach Babylon, bevor jener von dort zurückkehrte und das gesamte nördliche Mesopotamien eroberte.
Die Assyrische Königsliste führt Ila-kabkabū aber nicht nur als Vater von Šamši-Adad I., sondern auch im zweiten Abschnitt unter „Könige, die Vorfahren sind“. Dort steht er als 25. Herrscher, Vater und Vorgänger von Aminu. Einige Historiker vermuten daher, dass es sich bei ihm und weiteren neun Vorfahren eigentlich nicht um assyrische Könige handelte. Stattdessen habe Šamši-Adad I. als Eroberer von Aššur einfach seine Vorfahren in die Liste ergänzt, um seinen Herrschaftsanspruch zu legitimieren. Diese Auffassung wird aber nicht von allen Historikern geteilt. Nach der Gegenansicht handelte es sich um zwei unterschiedliche Herrscher mit lediglich gleichem Namen.